# Santa Maria Maior (Lissabon)
Santa Maria Maior ist eine Stadtgemeinde (Freguesia) der portugiesischen Hauptstadt Lissabon. Sie entstand am 29. September 2013 im Zuge der administrativen Neuordnung der Stadt aus dem Zusammenschluss der zwölf Innenstadtbezirke  Mártires, Sacramento, São Nicolau, Madalena, Santa Justa, Sé, Santiago, São Cristóvão e São Lourenço, Castelo, Socorro, São Miguel und Santo Estêvão. Auf einer Fläche von 1,43 km² leben etwa 12.500 Einwohner.

## Sehenswürdigkeiten
- Catedral Sé Patriarcal, Kathedrale des Patriarchats von Lissabon
- Igreja de São João da Praça – Pfarrkirche aus dem Jahr 1789
- Castelo de São Jorge
- Quiosque da ABEP

## Quelle
- Diário da República, 1.ª série — N.º 216, 8. November 2012